# Eskhar
Eskhar (en ucraïnès Есхар, en rus Эсхар) és una vila de la província de Khàrkiv, Ucraïna. El 2021 tenia 5.230 habitants.